# Orden multiplicativo
En teoría de números, dado un número entero a y un entero positivo n coprimo con a (es decir, tal que mcd(a,n) = 1), el orden multiplicativo de a módulo n es el menor entero positivo k que cumple
ak ≡ 1 (módulo n).
El orden de a (mód n) se suele denotar ordn a, o bien On(a).
Por ejemplo, para determinar el orden multiplicativo de 4 módulo 7, calculamos 42 = 16 ≡ 2 (mód 7) y 43 ≡ 64 ≡ 1 (mód 7), por tanto, ord7(4) = 3.
Sin saber que estamos trabajando en un grupo finito, se puede demostrar que a tiene un orden si las potencias de a sólo pueden tomar un número finito de valores módulo n, por lo que debe haber dos exponentes, s y t, tales que as ≡ at (mód n). Como a y n son coprimos, esto implica que a|s-t| ≡ 1 módulo n.
El concepto de orden multiplicativo es un caso especial del orden de elementos de un grupo. El orden multiplicativo de un número a módulo n es el orden de a en el grupo multiplicativo cuyos elementos son los residuos módulo n de los números coprimos con n, y cuya operación de grupo es la multiplicación módulo n. Este es el grupo de unidades del anillo Zn; tiene φ(n) elementos (donde φ denota la función φ de Euler), y se denota por U(n) o U(Zn).
Como consecuencia del teorema de Lagrange, ordna siempre divide a φ(n). Si ordn a es igual a φ(n) y por tanto tiene el valor máximo que puede tener, entonces a se dice raíz primitiva módulo n. Esto significa que el grupo U(n) es cíclico y la clase de residuos de a lo genera. 